# Agnieszka (album)
Agnieszka – pierwszy minialbum grupy muzycznej Closterkeller. Wydawnictwo ukazało się w marcu 1993 roku nakładem wytwórni muzycznej SPV Poland. Materiał został wydany w dwóch wersjach: na płycie kompaktowej i kasecie magnetofonowej. Utwory 1, 2, 3, 5, 6 pochodzą z płyty Blue.

## Lista utworów
Opracowano na podstawie materiału źródłowego.
| Płyta kompaktowa 1. "Tu nie ma nic" – 5:00 2. "Jeszcze jeden dzień" – 4:58 3. "Grzech" (remiks) – 5:52 4. "Agnieszka" – 4:56 5. "Czerwone wino" – 3:31 6. "Taniec na linie" – 4:30 7. "Wild Flower" (cover The Cult) – 3:44 |  | MC, Strona A 1. "Agnieszka" – 4:56 2. "Grzech" (remiks) – 5:52 3. "Lullaby" – 4:09 4. "Blue" 5. "Just another day" |  | MC, Strona B 1. "The Dead Zone" – 5:40 2. "White Wolfgang" – 2:42 3. "Wild Flower" (cover The Cult) – 3:44 4. "Modesty Blaise" (live) – 4:30 5. "Taniec na linie" (live) – 4:48 6. "Tutaj nie ma boga" (live) – 3:51 |